# Альварес, Рафаэль
Рафаэ́ль А́льварес Серра́но (исп. Rafael Álvarez Serrano; 29 октября 1971, Лас-Пальмас-де-Гран-Канария, Испания) — испанский прыгун в воду, участник трёх летних Олимпийских игр, двукратный бронзовый призёр чемпионатов Европы.

## Спортивная биография
В 1992 году Рафаэль Альварес дебютировал на летних Олимпийских играх в Барселоне. Испанский прыгун выступил в соревнованиях в прыжках с вышки. В квалификационном раунде Альварес набрал 390,81 баллов и с 8-м результатом пробился в финал. В решающем раунде по итогам 10-ти прыжков Рафаэль набрал 524,25 балла и занял по итогам соревнований 9-е место.
На летних Олимпийских играх 1996 года Альварес выступил в соревнованиях в прыжках с трамплина. Квалификационные соревнования прошли для Альвареса хуже всяких ожиданий. Испанский спортсмен завалил несколько своих прыжков и в итоге набрал очень маленькую сумму баллов 208,83, что позволило ему занять лишь 36-е место. В 1997 году Альварес завоевал свою значимую награду. На чемпионате Европы 1997 года в испанской Севилье Рафаэль смог выиграть бронзовую награду на метровом трамплине, уступив только двум немцам Андреасу Вельсу и Хольгеру Шлеппсу. Спустя два года Альварес завоевал ещё одну бронзовую награду, став третьим на летней Универсиаде.
В 2000 году Альварес принял участие в своих третьих летних Олимпийских играх. Испанский прыгун смог преодолеть предварительный раунд, однако в полуфинале, набрав по сумме двух раундов 578,61 балла Рафаэль занял лишь итоговое 17-е место и завершил выступление.

## Личная жизнь
- Окончил Университет Алабамы.